# پیرو ربادنگو

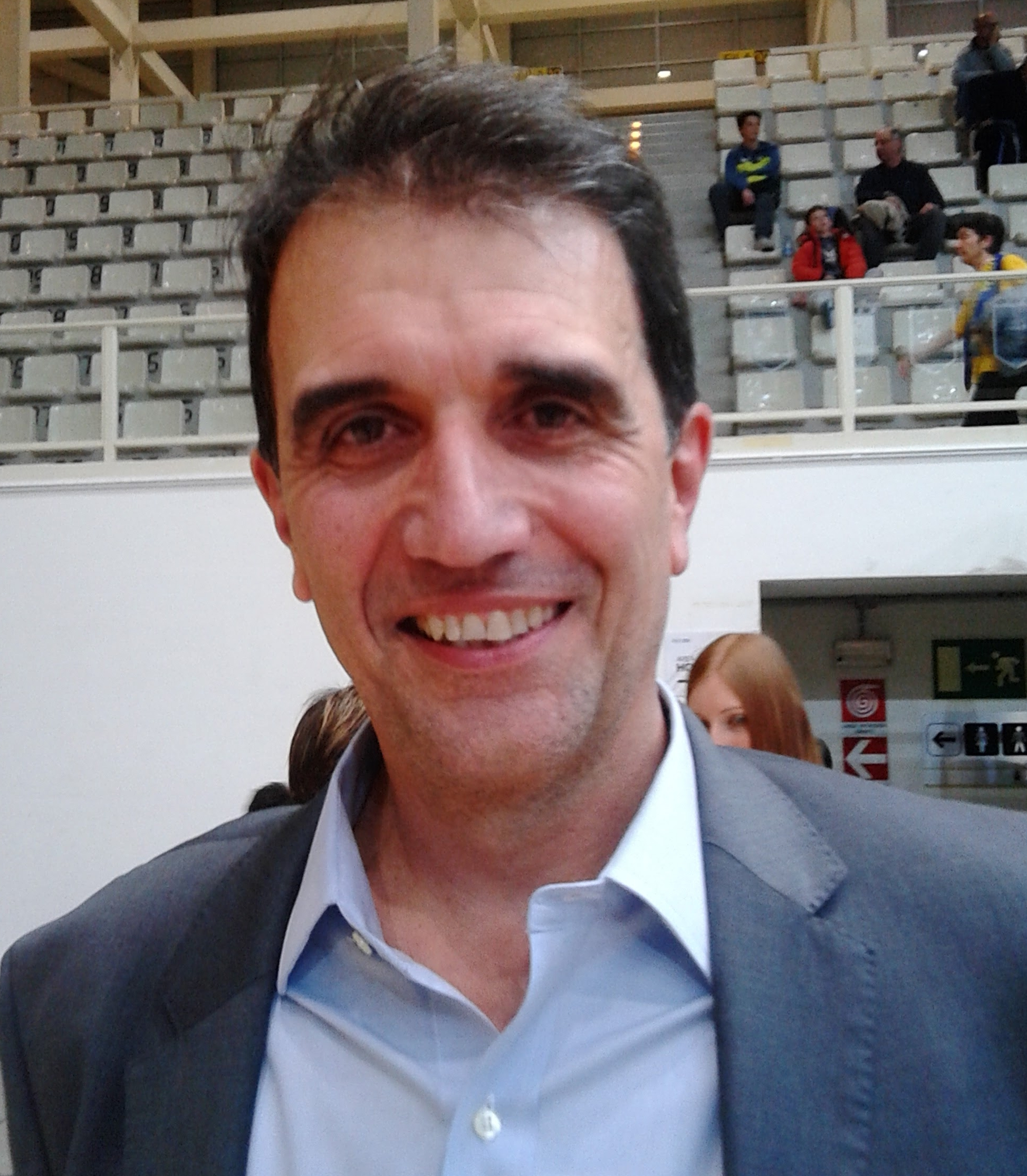
پیرو ربادنگو

پیرو ربادنگو (به انگلیسی: Piero Rebaudengo) (زاده ۱۳ اکتبر ۱۹۵۸) مدیر و کارشناس اهل ایتالیا بازیکن سابق تیم ملی والیبال ایتالیا است. او مدال برنز بازی‌های بازی‌های المپیک تابستانی ۱۹۸۴ را همراه با تیم ملی ایتالیا به دست آورد است. ربادنگو از سال ۱۹۷۸ تا ۱۹۸۶ عضو تیم ملی ایتالیا بود. او در حال حاضر یکی از اعضای کنفدراسیون والیبال اروپا می‌باشد و مدتی هم مشاور امور بین‌الملل فدراسیون والیبال ایران بود. او از آوریل سال ۲۰۱۴ به عنوان مدیر عامل باشگاه والیبال بلو ورونا منصوب شد.